# ランボルギーニ・P147 カント

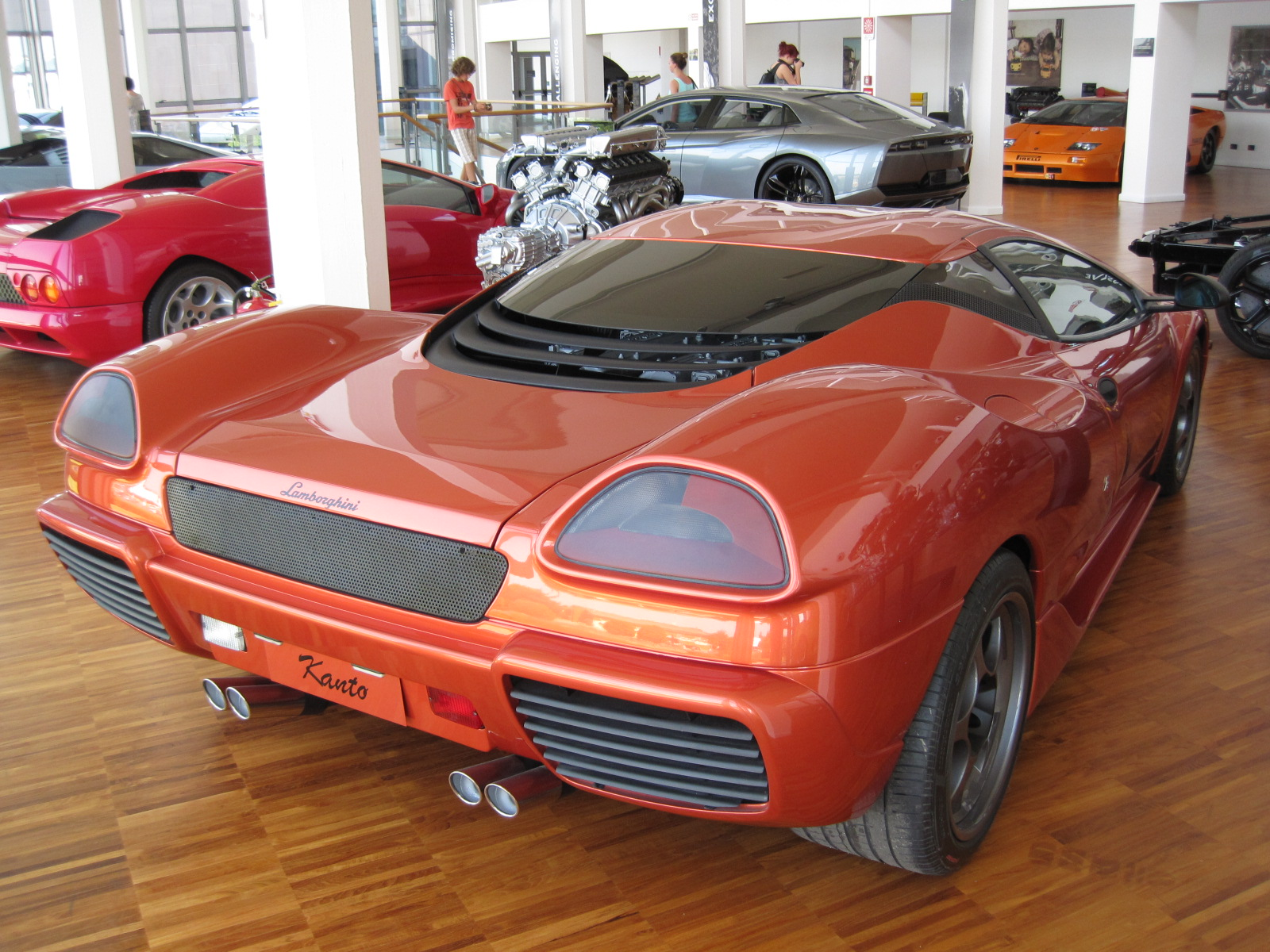
P147 カント リア

ランボルギーニ・P147 カント(Lamborghini P147 Canto)はザガートがデザインしたランボルギーニのコンセプトカーである。
スーパーディアブロと呼ばれることもある。

## 概要
カントはディアブロの後継モデルとして開発されていた。P147はカントの開発コードネームで、L147とされる場合もある。カントはイタリア語で「歌」を意味する。
ランボルギーニは当時カントをディアブロ後継モデルとして、価格は約4400万円、400台限定での発売を計画していたが、1999年6月にランボルギーニがフォルクスワーゲングループに吸収(フォルクスワーゲングループ内のアウディグループへ編入)され、当時アウディCEOだったフェルディナンド・ピエヒ氏がカントのデザインを好まなかったために発売が中止された。同氏はカウンタックのようなエッジの効いたデザインが好みで、リアの巨大なインテークに「我慢ならなかった」とされている。そのために、エアインテークを小さく改良した個体が存在するとされ、5台のプロトタイプが製造された。改良されたプロトタイプは1999年3月のジュネーブモーターショーで公開する予定だったが、同氏の承諾を得ていない計画だったために展示されることはなかった。
カントの最初のテストはディアブロと共通のV12エンジンで行われた。その後、カントに搭載するエンジンはディアブロ SE30イオタスペシャルのものを改良し、600馬力まで出力が引き上げられた。エンジンは再度改良が加わり、最終的に640馬力にまで出力が引き上げられた。しかし、1999年1月に発表されたランボルギーニの公式プレスリリースでは、市販モデルの出力は610馬力まで引き下げられると発表された。カントが発売されることはなかったため、搭載されたエンジンは6.0L V12自然吸気エンジンで最高出力640PSとなった。トランスミッションは6速MTのみで、最高時速は350km/h。
作られた5台のうち1台はザガート博物館、1台(黒色の個体)は日本のコレクターが保管しているとされている。

## 参照
1. ↑  https://intensive911.com/italian-car-brand/lamborghini/131353/
2. ↑  https://creative311.com/?p=41133
3. ↑  https://intensive911.com/italian-car-brand/lamborghini/131353/
4. ↑  https://wikicars.org/en/Lamborghini_Canto